# Віняри (Піньчовський повіт)
Віняри (пол. Winiary) — село в Польщі, у гміні Пінчів Піньчовського повіту Свентокшиського воєводства.
Населення — 312 осіб (2011).
У 1975-1998 роках село належало до Келецького воєводства.

## Демографія
Демографічна структура на день 31 березня 2011 року:
|          | Загалом | Допрацездатний вік | Працездатний вік | Постпрацездатний вік |
| -------- | ------- | ------------------ | ---------------- | -------------------- |
| Чоловіки | 153     | 31                 | 102              | 20                   |
| Жінки    | 159     | 37                 | 78               | 44                   |
| Разом    | 312     | 68                 | 180              | 64                   |